# Konrad Mackiewicz
Konrad Mackiewicz (ur. 26 listopada 1944 w Wilnie, zm. 30 października 2012) – polski pułkownik, doktor inżynier specjalizujący się w uzbrojeniu lotniczym, nauczyciel Technicznej Oficerskiej Szkoły Wojsk Lotniczych.

## Życiorys

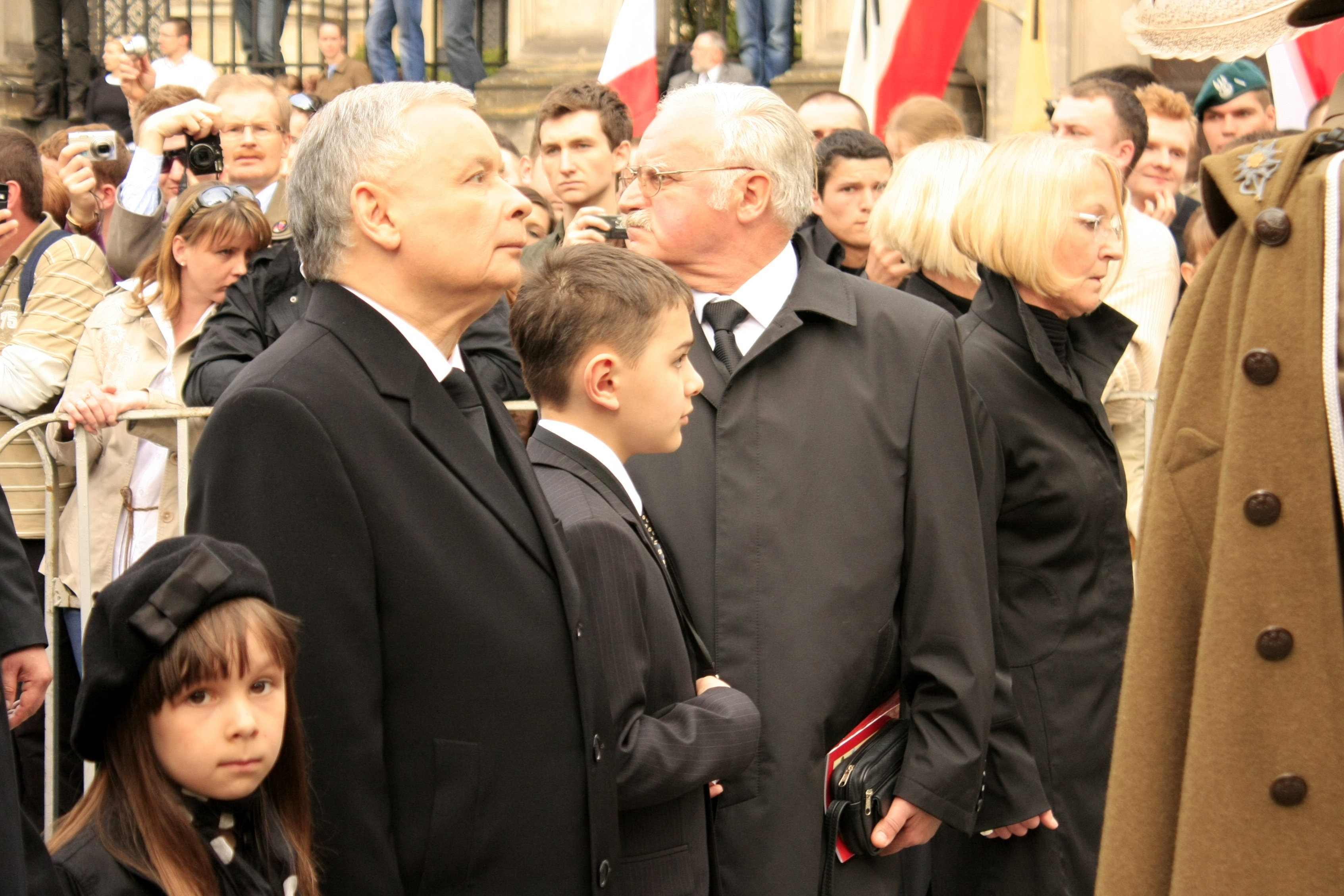
Konrad Mackiewicz (w środku) podczas pogrzebu Lecha i Marii Kaczyńskich 18 kwietnia 2010.

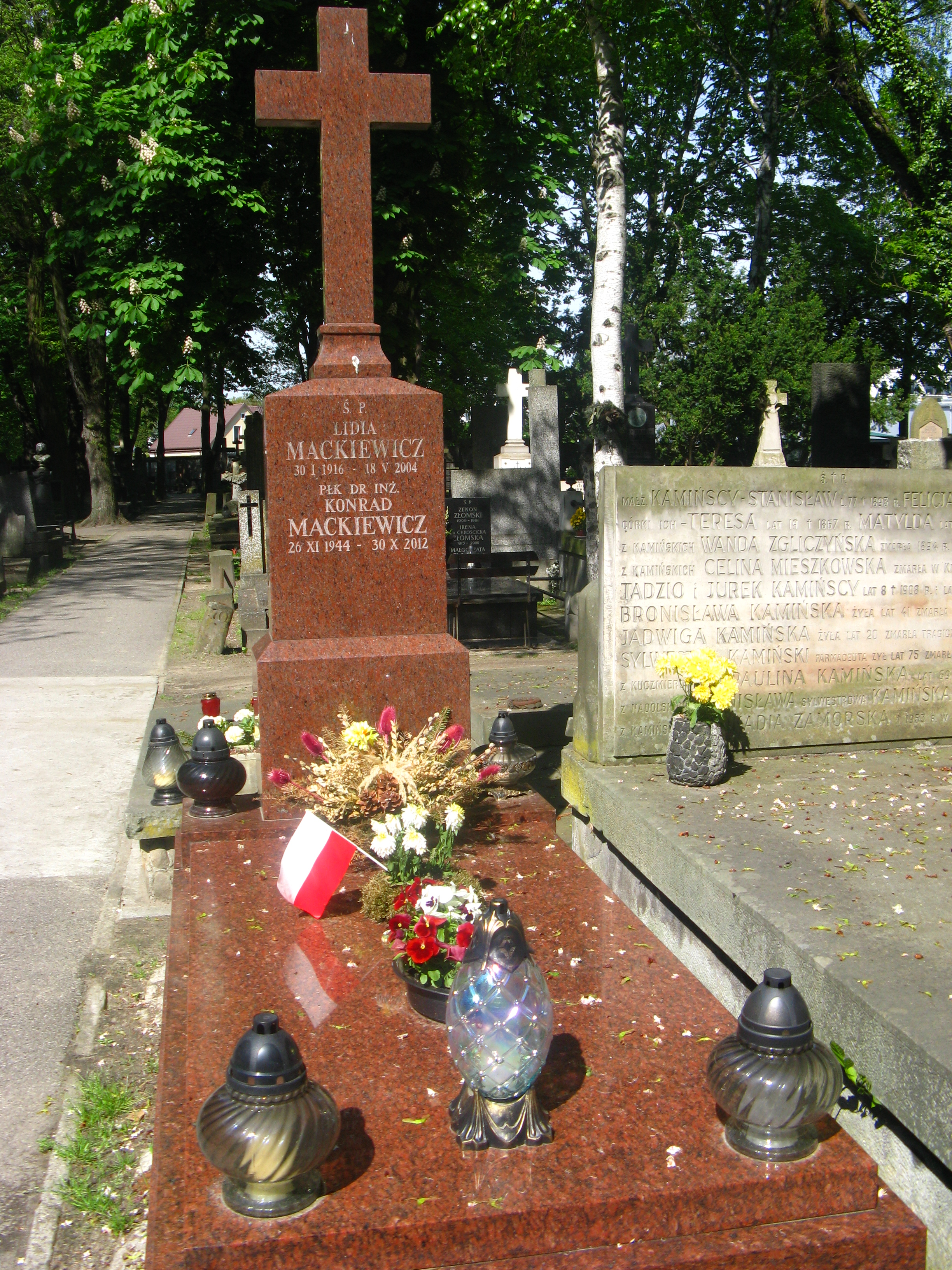
Nagrobek rodziny Mackiewiczów na warszawskich Powązkach

Syn Czesława (1910–1976) oraz Lidii z domu Piszczako (1916–2004). Po II wojnie światowej jego rodzina została przymusowo wysiedlona z Wileńszczyzny. Czesław Mackiewicz nosił pseudonim konspiracyjny „Szczygieł”, działał w Organizacji Wojskowej „Wilki”, walczył w Okręgu Wilno Armii Krajowej, IV Brygadzie Partyzanckiej AK. Jeden z jego braci walczył w szeregach II Korpusu gen. Władysława Andersa pod Monte Cassino, zaś drugi, Witold (1913–1940) był ofiarą zbrodni katyńskiej zamordowanym w Charkowie (razem z nim przetrzymywany był i następnie zamordowany mąż siostry matki Konrada Mackiewicza, ppor. Jan Mackiewicz; inny brat, Mieczysław został także aresztowany, lecz następnie zwolniony z obozu w Ostaszkowie z uwagi na zbyt niski stopień wojskowy). W 1945 rodzina Mackiewiczów przeniosła się z Wileńszczyzny na Ziemie Odzyskane i osiadła w Człuchowie. W 1949 Czesław Mackiewicz wyrokiem sądu został skazany na karę pięciu lat więzienia za działalność w AK (karę anulowano w wyniku amnestii), po czym utracił zatrudnienie w nadleśnictwie i rodzina przeniosła się do położonego nieopodal Złotowa, gdzie zamieszkiwali do 1951 (w tym czasie Lidia Mackiewicz pracowała jako nauczycielka).
Konrad Mackiewicz miał rodzeństwo, w tym siostry bliźniaczki, Elżbietę (zmarła po porodzie), Marię. W 1951 ich rodzice zdecydowali o rocznym wyjeździe do sanatorium w Rabce (wpierw wyjechała tam matka z Marią i Konrad, a w 1953 dołączył do nich ojciec i zamieszkali tam na stałe).
Konrad Mackiewicz ukończył Wojskową Akademię Techniczną w Warszawie z tytułem inżyniera. Uzyskał stopień doktora. Został wykładowcą w Technicznej Oficerskiej Szkole Wojsk Lotniczych w Oleśnicy. W 1972 został przeniesiony do Instytutu Technicznego Wojsk Lotniczych w Warszawie. Po odejściu ze służby wojskowej pracował nadal w ITWL jako pracownik cywilny. Pod jego kierunkiem w Zakładzie Uzbrojenia Lotniczego ITWL została skonstruowana rodzina rakietowych celów powietrznych (imitujących faktyczne cele w trakcie szkoleń ogniowych), zajmował się systemami celowniczo-nawigacyjnymi samolotów myśliwsko-bombowych, jego wiedza była wykorzystywana przez komisje badające wypadki w lotnictwie wojskowym.
Był rodzinnym kronikarzem. 10 kwietnia 2010 jego siostra Maria Kaczyńska, żona prezydenta RP Lecha Kaczyńskiego i pierwsza dama Polski, zginęła w katastrofie wojskowego samolotu Tu-154M w Smoleńsku w drodze na obchody 70. rocznicy zbrodni katyńskiej. Po śmierci Marii Kaczyńskiej Konrad Mackiewicz dokonał jej identyfikacji w Moskwie.
Zmarł 30 października 2012 w wieku 67 lat. 7 listopada 2012 został pochowany na cmentarzu Powązkowskim w Warszawie (kwatera 69-5-32).
Jego żoną była Teresa Konopka-Sikorska, z domu Krogulec, siatkarka, reprezentantka Polski, brązowa medalistka mistrzostw świata z 1956.

## Odznaczenia
- Krzyż Kawalerski Orderu Odrodzenia Polski (4 lipca 1997, postanowieniem Prezydenta RP Aleksandra Kwaśniewskiego, „za wybitne zasługi dla umacniania obronności kraju”)[23]